# Gare de Nikopol
La gare de Nikopol (en ukrainien : Нікополь (станція)) est une gare ferroviaire ukrainienne située sur le territoire de l'oblast de Dnipropetrovsk.

## Situation ferroviaire

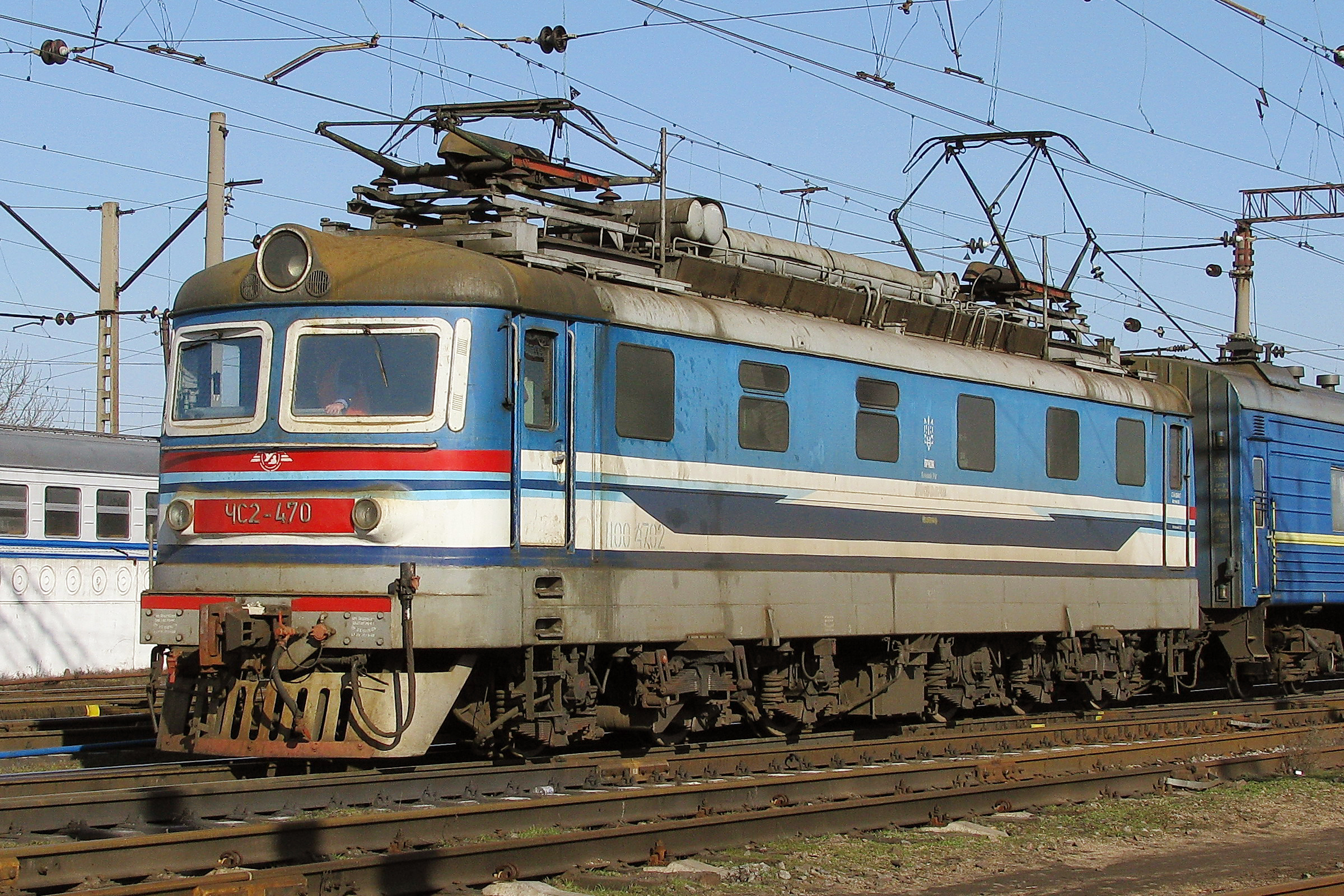
Voies et une locomotive ChS2 470.

### Desserte

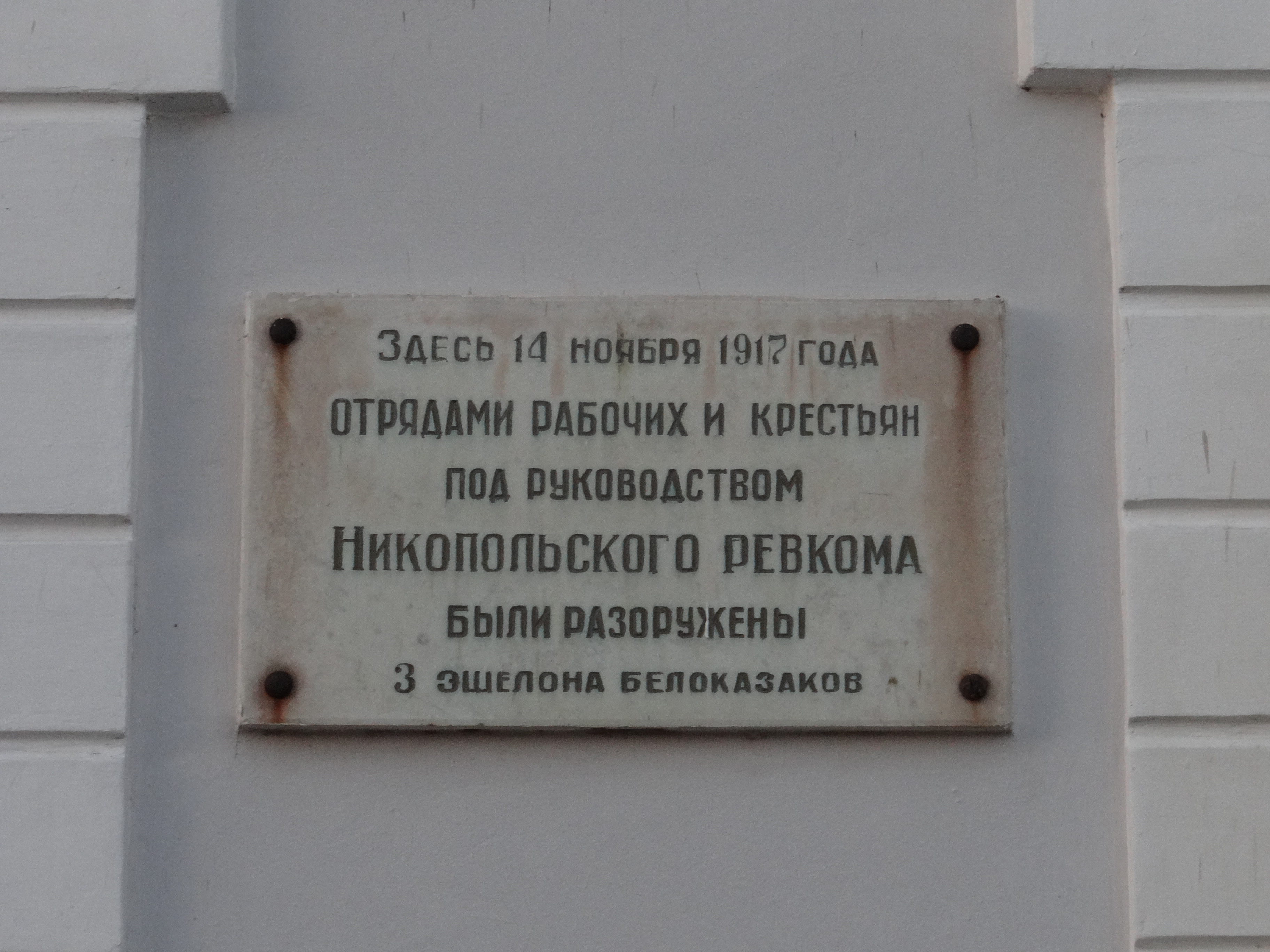
Plaque mémorielle classée.

### Intermodalité

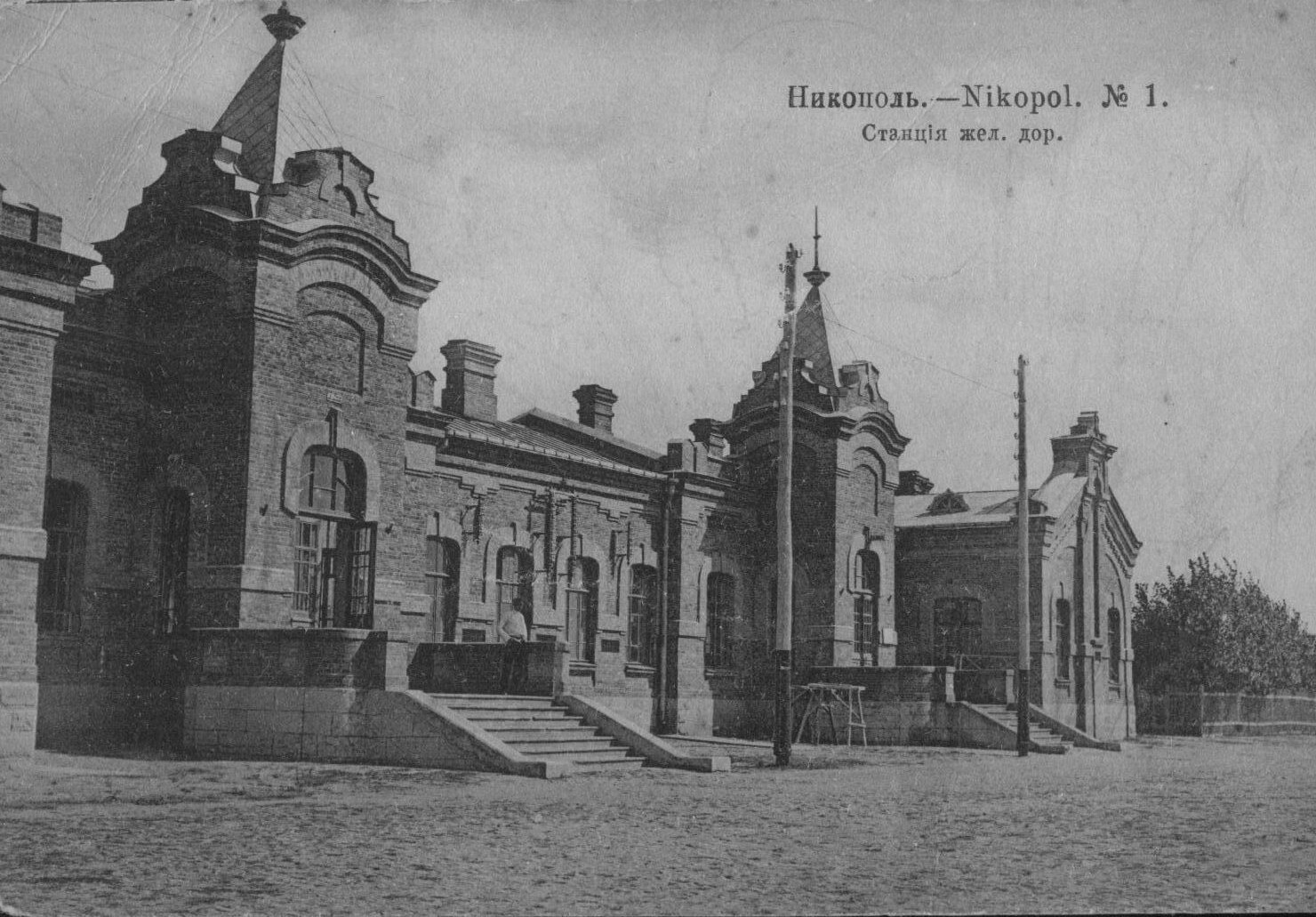
La gare au début du XXe siècle.

## Histoire
Gare ouverte en 1904.